# رالف غارسيا
رالف غارسيا (بالإنجليزية: Ralph Garcia)‏ هو لاعب كرة قاعدة أمريكي، ولد في 14 ديسمبر 1948 في لوس أنجلوس في الولايات المتحدة.